# نتي (إله)
في الأساطير السومرية والبابلية والأكادية، يعتبر نتي إلهًا ثانويًا للعالم السفلي. هو البواب الرئيسي في العالم الآخر وخادم الإلهة، إرشكيجال. يبرز نيتي بشكل بارز في الأسطورة الملحمية «هبوط إنانا إلى العالم السفلي»، عندما يفتح أبواب العالم السبعة ويعترف بالإلهة، ويزيل شارة واحدة من قوتها على عتبة كل بوابة حتى تُترك في نهاية المطاف عارية وعاجزة.